# Постійні представники Туреччини при Організації Об'єднаних Націй
Постійні представники Туреччини при Організації Об'єднаних Націй — офіційні посадові особи, які представляють Туреччину в усіх органах Організації Об'єднаних Націй.

## Туреччини в ООН
Туреччина країна-засновник Організації Об'єднаних націй з 24 жовтня 1945 року.

## Постійні представники Туреччини при ООН
1. Селім Рауф Сарпер (1947—1957)
2. Сейфуллах Есін (1957—1960)
3. Ріфат Тургут Менеменчіоглу (1960—1962)
4. Аднан Курал (1962—1964)
5. Орхан Ералп (1964—1969)
6. Уміт Халук Байюлкен (1969—1971)
7. Осман Олджай (1972—1975)
8. Ільтер Тюркмен (1975—1978)
9. Орхан Ералп (1978—1980)
10. Алі Кошкун Кірджа (1980—1985)
11. Ільтер Тюркмен (1985—1988)
12. Мустафа Акшин (1988—1993)
13. Інал Бату (1993—1995)
14. Хюсеїн Челем (1995—1998)
15. Волкан Вурал (1998—2000)
16. Уміт Памур (2000—2004)
17. Бакі Ількин (2004—2009)
18. Ертугрул Апакан (2009—2012)
19. Яшар Халіт Чевік (2012—2016)[2]
20. Ферідун Сінірліоглу (з 2016)